# ورزشگاه وسترن سیدنی
ورزشگاه وسترن سیدنی (به انگلیسی: Western Sydney Stadium)، که به‌خاطر مقاصد تجاری با نام ورزشگاه کام‌بانک شناخته می‌شود، یک ورزشگاه مستطیل شکل چند منظوره است که در پاراماتا، درون منطقه سیدنی غربی بزرگ، در حدود ۲۴ کیلومتری غرب مرکز شهر سیدنی قرار دارد. این ورزشگاه جایگزین ورزشگاه تخریب شده پاراماتا شد که در محل کامبرلند اوال قدیمی، زمین خانگی تیم راگبی مارماهی‌های پاراماتا از سال ۱۹۴۷ ساخته‌شد. ورزشگاه کنونی در آوریل ۲۰۱۹ افتتاح شد و ۳۰٬۰۰۰ ظرفیت صندلی دارد. این ورزشگاه متعلق به دولت نیو ساوت ولز است و توسط ونیوزلایو اداره می‌شود که توسط گروه پاپولوس طراحی شده و توسط آورکان مهندسی شده و توسط لندلیز گروپ با هزینه ساخت ۳۰۰ میلیون دلار ساخته شده‌است. این ورزشگاه میزبان بازی‌هایی در سراسر ورزش‌های بزرگ میدانی مستطیل شکل در سیدنی است.
استفاده‌های اولیه ورزشگاه میزبانی راگبی ۱۳ نفره، فوتبال، راگبی ۱۵ نفره و همچنین کنسرت‌ها و رویدادهای ویژه است. تیم‌هایی که از این ورزشگاه استفاده می‌کنند شامل تیم راگبی پاراماتا ایلز و باشگاه ای-لیگ استرالیا وسترن سیدنی واندررز هستند. از دیگر استفاده‌کنندگان می‌توان به تیم راگبی وست تایگرز و تیم راگبی نیو ساوت ولز واراتاز اشاره کرد. برخی باشگاه‌ها مانند تیم راگبی کانتربری-بنکستاون بولداگز علاوه بر بازی در ورزشگاه استرالیا، بازی‌های خانگی خود را نیز در اینجا انجام می‌دهند.

## بازسازی و تصمیم طراحی

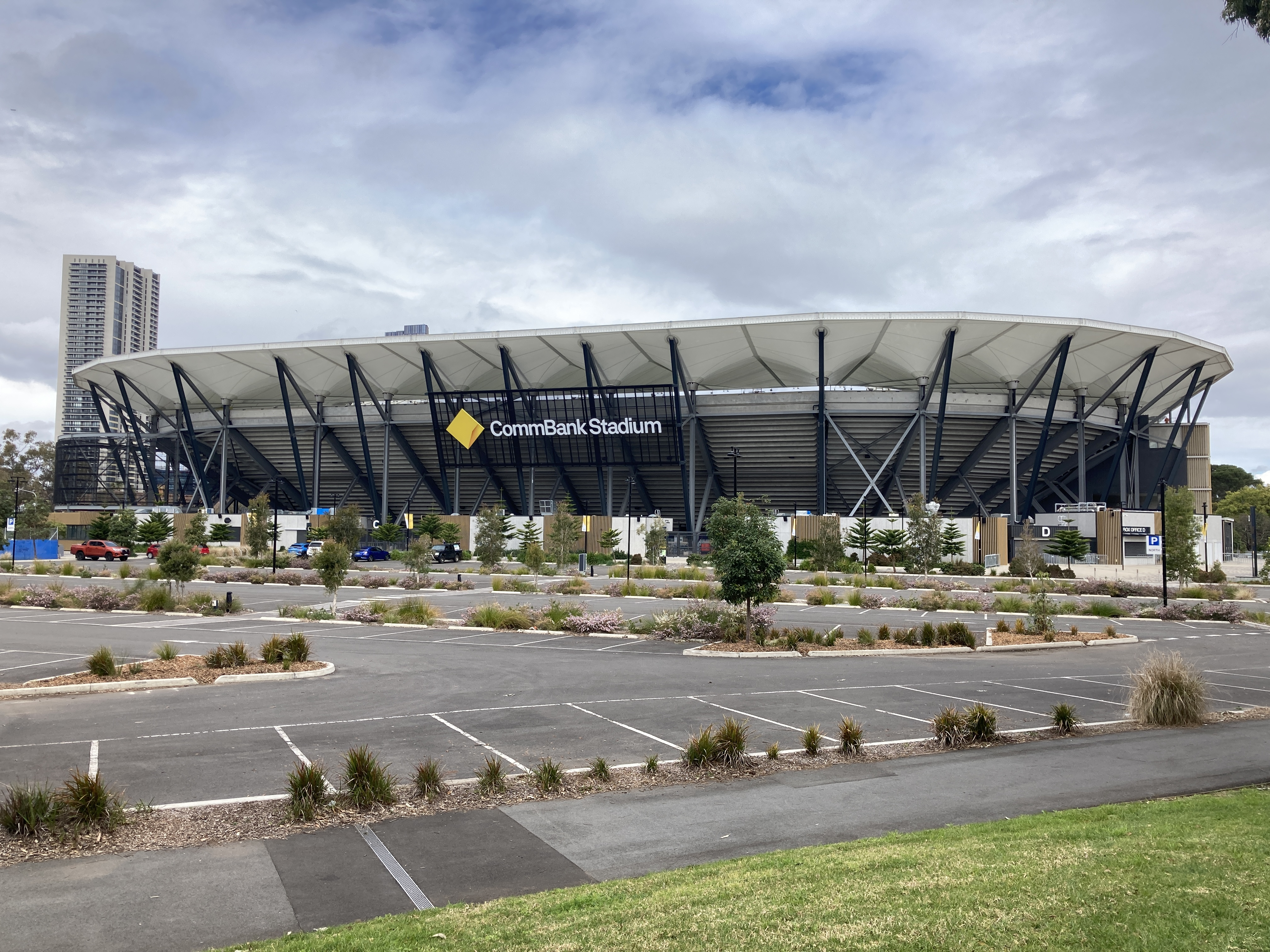
نمای خارجی ورزشگاه

در سپتامبر ۲۰۱۵، دولت نیو ساوت ولز اعلام کرد که این ورزشگاه با استادیوم جدیدی که ۳۰٬۰۰۰ صندلی خواهد داشت در همان مکان جایگزین خواهد شد. ابراز علاقه به ساخت در ژوئن ۲۰۱۶ درخواست شد؛ با چهار پیشنهاد همکاری در لیست اولیه. این چهار گروه پاپولوس و لندلیز، گروه کوکس و جان هالند، گروه هاسل و بروکس‌فیلد و در نهایت بی‌وی‌ان و کمپانی لاینگ اورورک بودند. این قرارداد در دسامبر ۲۰۱۶ به کنسرسیوم پاپولوس و لندلیز اعطا شد.
به‌عنوان یک نیازمندی برای گسترش ورزشگاه، استخر یادبود جنگ پاراماتا در مجاورت آن نیز بسته و تخریب شد. گروه کوچکی از معترضان با این تصمیم مخالف بودند و مقداری از پوشش رسانه‌های محلی را نیز برای ترویج کارزارهای آنلاین ضد استادیوم خود به دست آوردند. جایگزینی برای استخر در مارس ۲۰۱۷ اعلام شد و دولت نیو ساوت ولز تأیید کرد که یک مرکز آبزی جدید در محل قدیمی زمین گلف پاراماتا ساخته خواهد شد.

## ویژگی‌های ورزشگاه

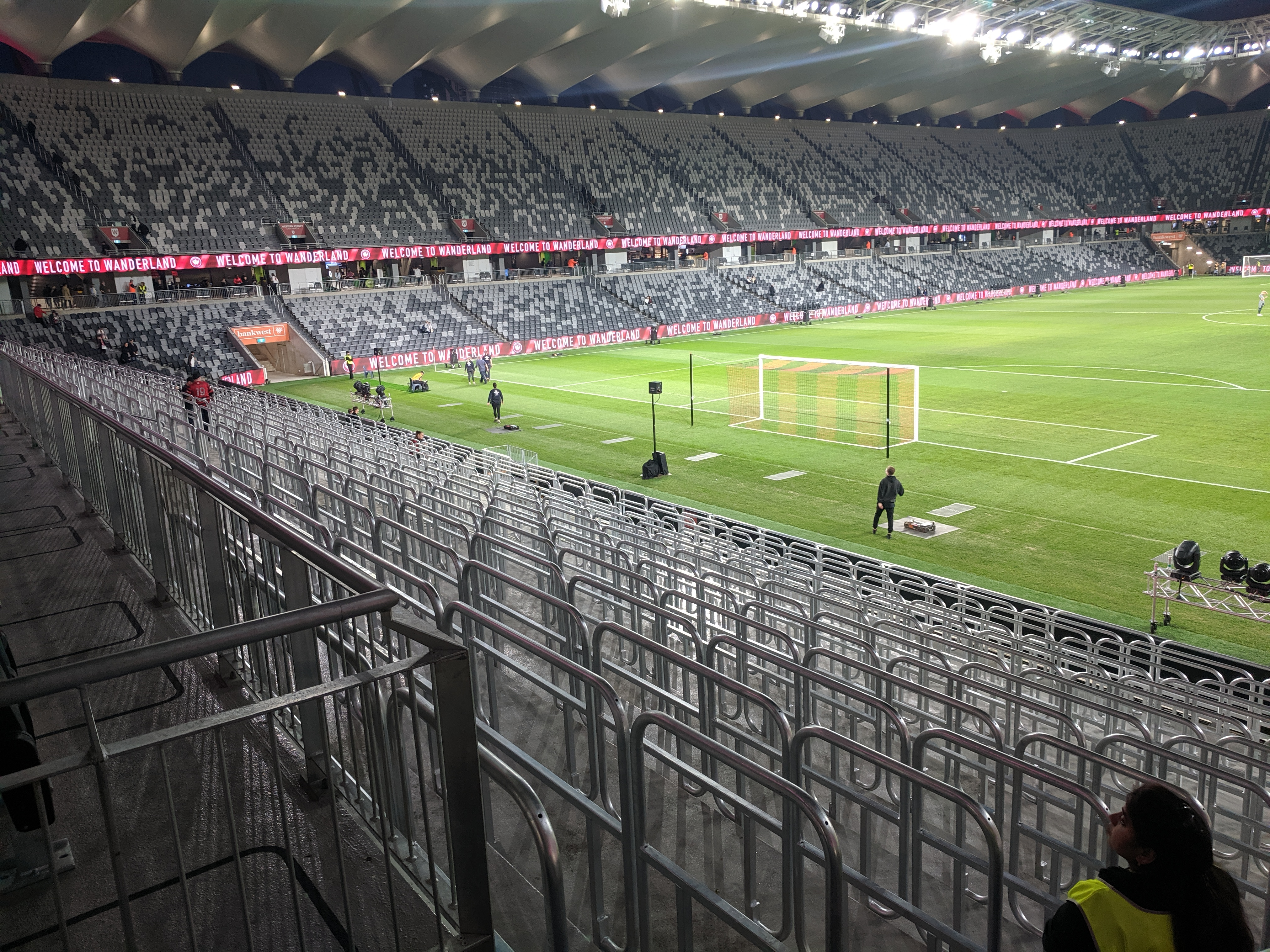
نمای جایگاه امن سکوها

ویژگی‌های کلیدی ورزشگاه افزایش ۱۰٬۰۰۰ ظرفیت از ورزشگاه قدیمی، افزایش عمده امکانات و تجهیزات، جایگاه‌های بزرگ و شیب‌دار، لینک‌های یکپارچه عابر پیاده و حمل و نقل، محوطه سازی محلی، یک عضویت اختصاصی اعضای باشگاه و یک سیستم صوتی عمومی با کیفیت بالا است. این ورزشگاه همچنین به‌گونه‌ای طراحی شده‌است تا استاندارد پیشرو در طراحی محیطی و انرژی را داشته‌باشد.

## نگارخانه

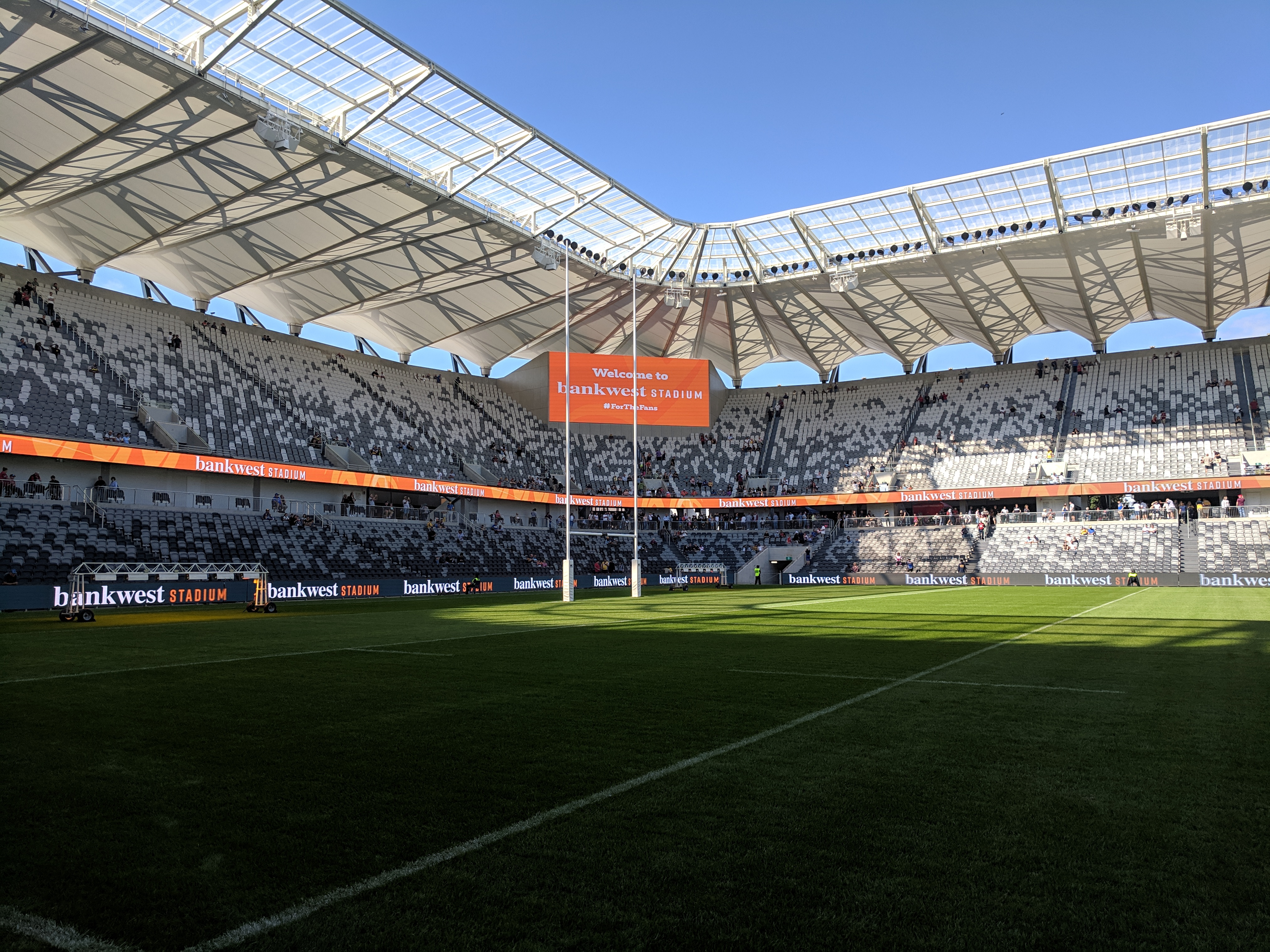
تراس شمالی
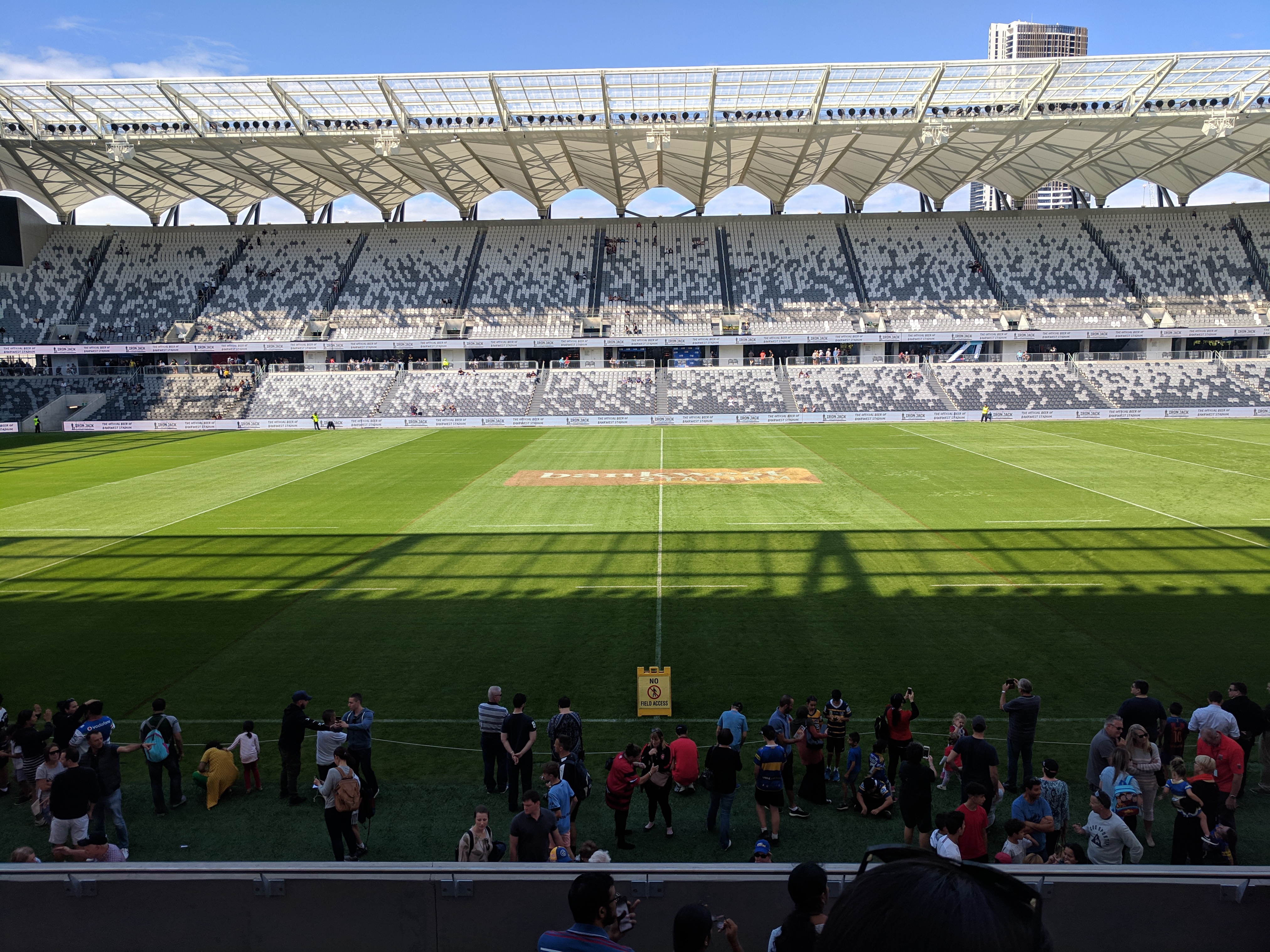
نمایی از جیگاه بزرگ اصلی
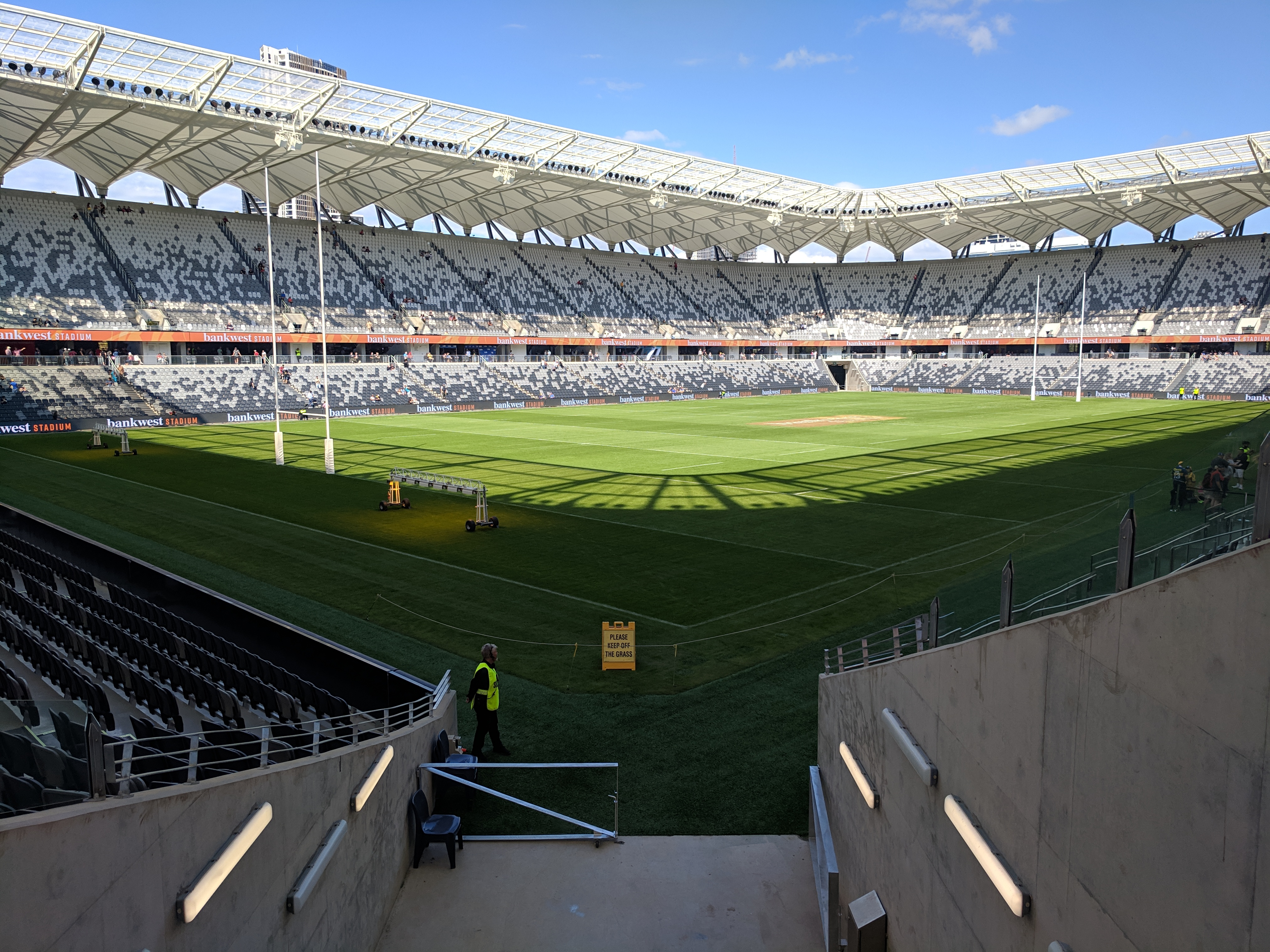
نمایی از گوشه شمال غربی ورزشگاه
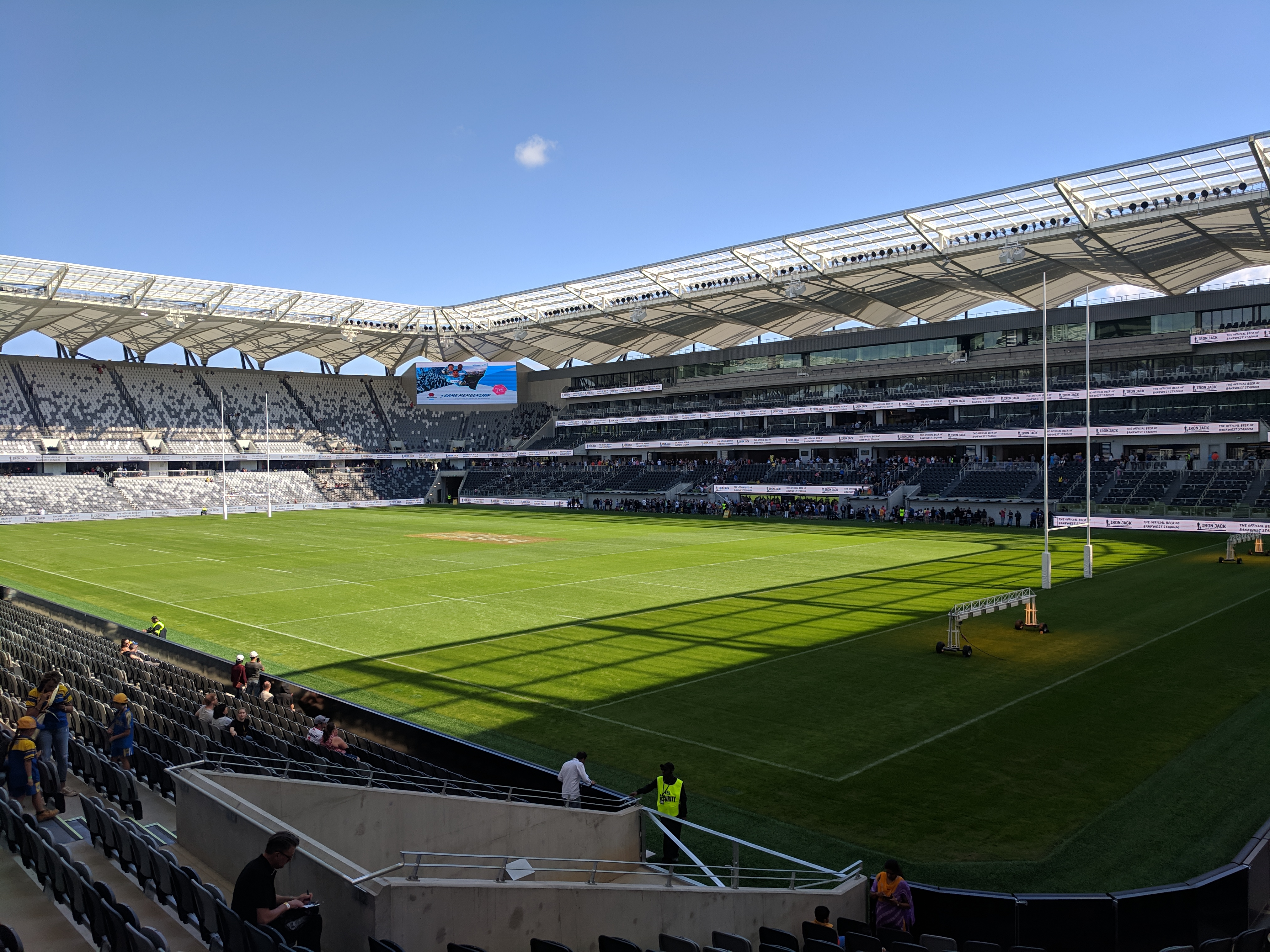
نمایی از گوشه شمال شرغی ورزشگاه
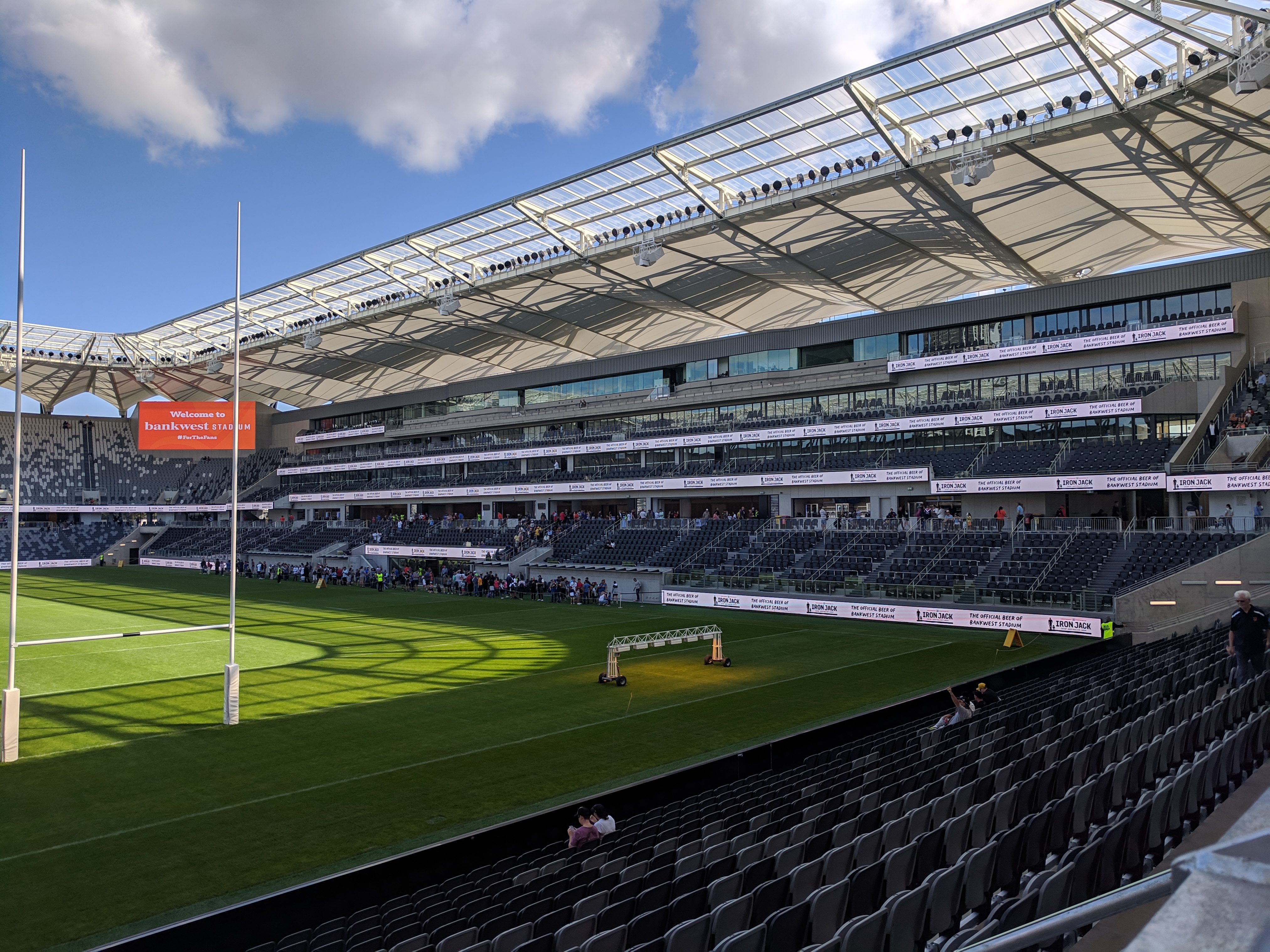
جایگاه بزرگ اصلی